# Prado (Zamora)
Prado és un municipi de la província de Zamora a la comunitat autònoma de Castella i Lleó.